# Verwaltungsgemeinschaft Buchloe
Die Verwaltungsgemeinschaft Buchloe im schwäbischen Landkreis Ostallgäu besteht seit der Gemeindegebietsreform am 1. Mai 1978 und ist die einwohnerstärkste Verwaltungsgemeinschaft in Bayern. Ihr gehören als Mitgliedsgemeinden an:
1. Buchloe, Stadt, 14.119 Einwohner, 36,18 km²
2. Jengen, 2638 Einwohner, 33,74 km²
3. Lamerdingen, 2225 Einwohner, 34,25 km²
4. Waal, Markt, 2397 Einwohner, 27,95 km²

Sitz der Verwaltungsgemeinschaft ist Buchloe.